# La Montañesa
La Montañesa es una localidad uruguaya, del departamento de Canelones, y forma parte del municipio canario de Salinas.

## Ubicación
La localidad se encuentra situada en la zona sur del departamento de Canelones, al este del arroyo La Pantanosa, sobre la ruta 34 a la altura del km 42 y al sur de su empalme con la ruta 8. Dista 4 km de la localidad de Empalme Olmos y 8 km de la ciudad de Salinas.

## Población
Según el censo de 2011, la localidad contaba con una población de 396 habitantes.
| 111           | 146 | 254 | 316 | 326 | 396 |
| (Fuente: INE) |     |     |     |     |     |